# La Charge (hebdomadaire)
Pour les articles homonymes, voir La Charge.

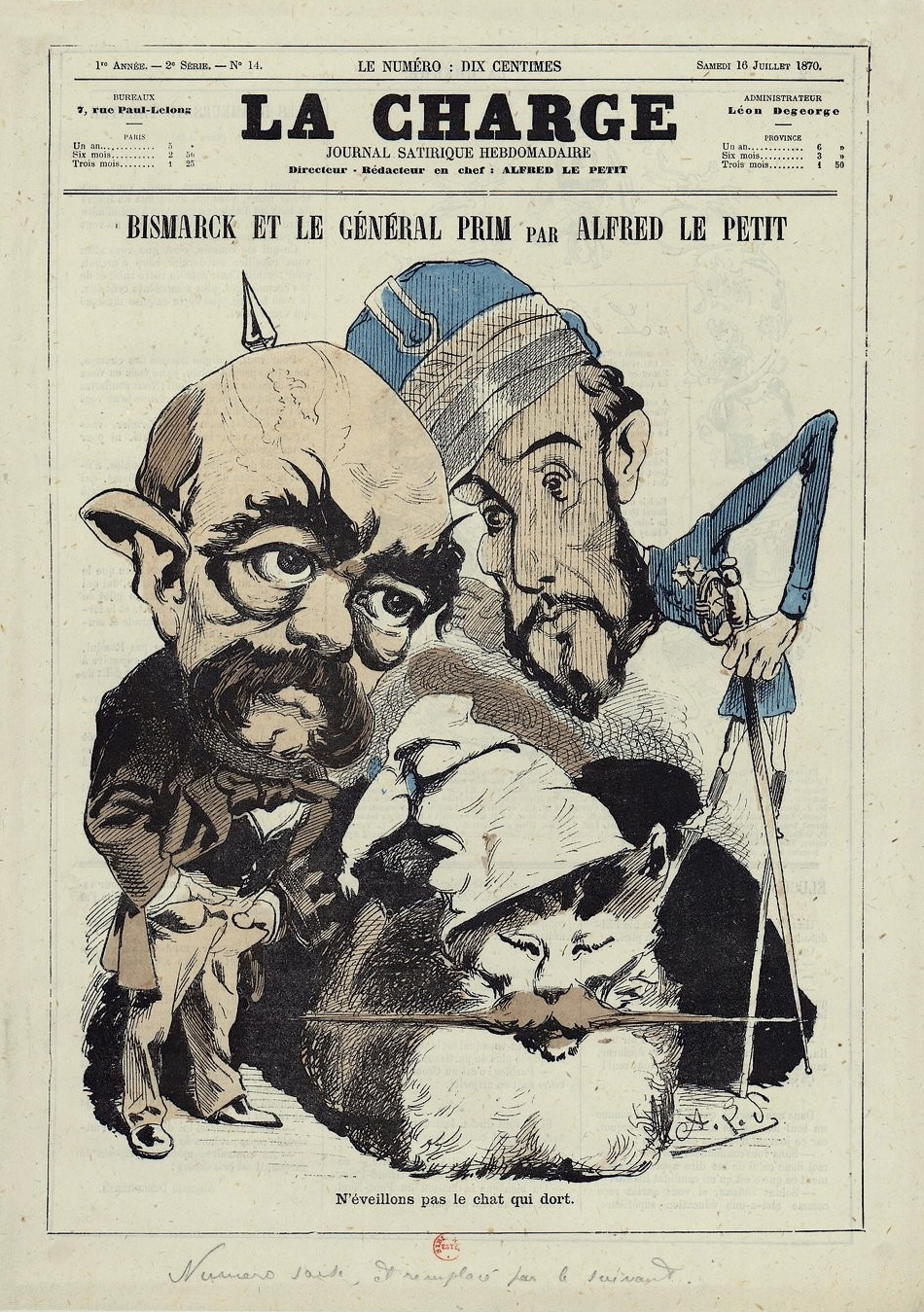
Numéro 14, 16 juillet 1870, Bismark et le général Prim, dessin d'Alfred Le Petit.

La Charge est un journal hebdomadaire satirique français créé par Alfred Le Petit en 1870.

## Historique
Le titre reprend celui d'un précédent journal satirique paru dès octobre 1832 et qui sera publié quelques années.
En 1870, Alfred Le Petit se lance dans l'édition d'un nouveau La Charge très hostile à Napoléon III. Il devra subir plusieurs fois la censure avant la chute définitive du régime et le journal cesse sa parution plusieurs fois car la concurrence sur le créneau des journaux satiriques est féroce : entre 1870 et 1914, plus de 200 titres voient le jour et disparaissent.
Relancée en 1888 pour soutenir le mouvement boulangiste, La Charge change de forme plusieurs fois et s'arrête définitivement en 1890.